# Greatest Hits (album Fugees)
Greatest Hits – album stanowiący kompilację utworów zespołu Fugees, wydany przez Columbia Records w roku 2003.

## Lista utworów
1. "Vocab (Refugees Hip Hop Remix)"
2. "Nappy Heads (Remix Radio Edit)"
3. "Fu-Gee-La"
4. "How Many Mics"
5. "Killing Me Softly With His Song"
6. "No Woman, No Cry"
7. "Cowboys"
8. "The Score"
9. "The Sweetest Thing (Mahogany Mix)"
10. "Ready Or Not (Salaam's Ready For The Show Remix)"